# Aldeia de João Pires
Aldeia de João Pires is een plaats (freguesia) in de Portugese gemeente Penamacor en telt 221 inwoners (2001).